# Caracara à tête jaune
Milvago chimachima
Pour les articles homonymes, voir Caracara.
Espèce
Statut de conservation UICN

 LC  : Préoccupation mineure
Statut CITES
Le Caracara à tête jaune (Milvago chimachima) est une espèce de rapaces diurnes d'Amérique du Sud tropicale.

## Sous-espèces
Selon Alan P. Peterson, il en existe deux sous-espèces :
- Milvago chimachima chimachima (Vieillot) 1816
- Milvago chimachima cordata Bangs & Penard,TE 1918

## Galerie

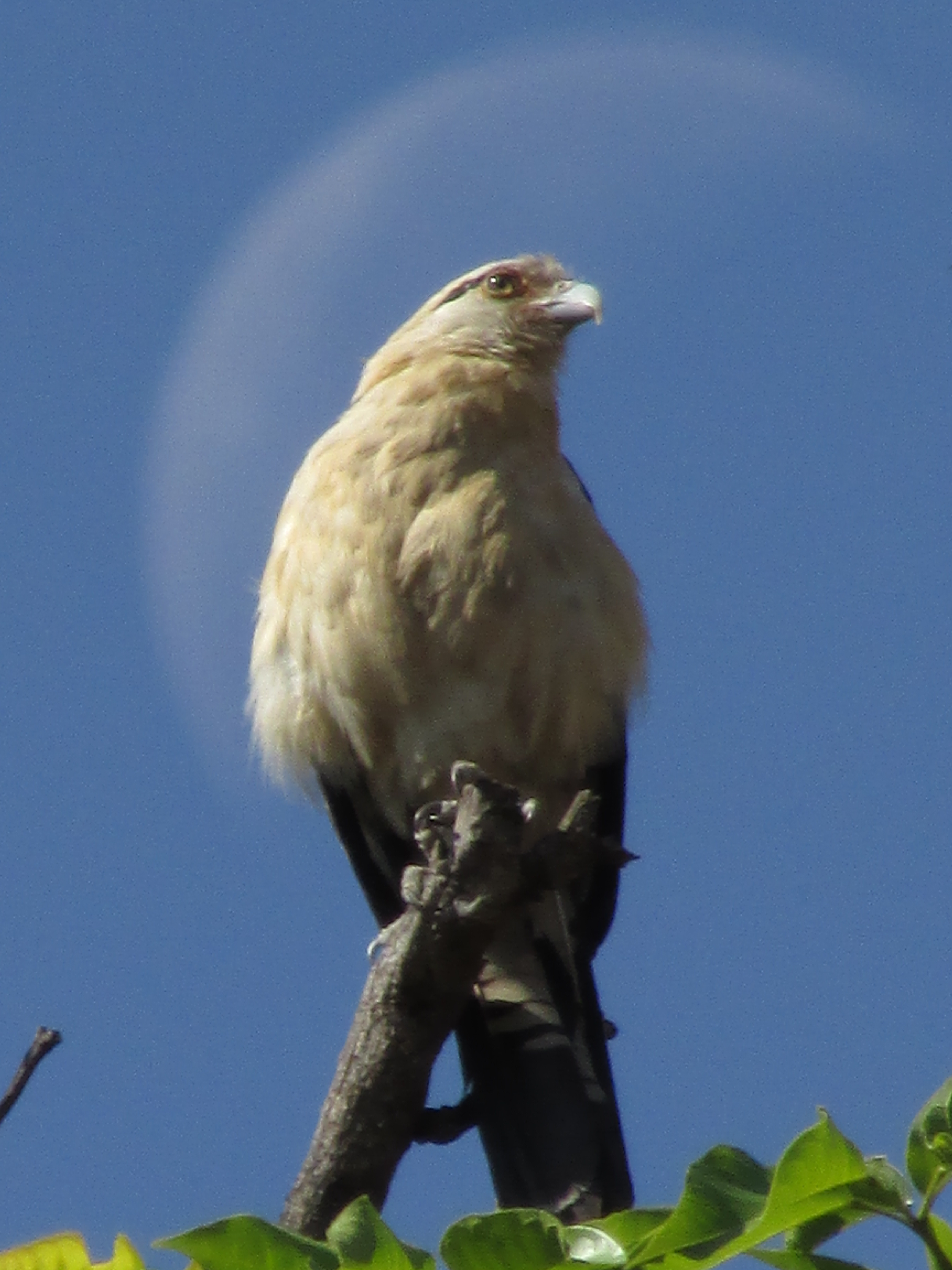
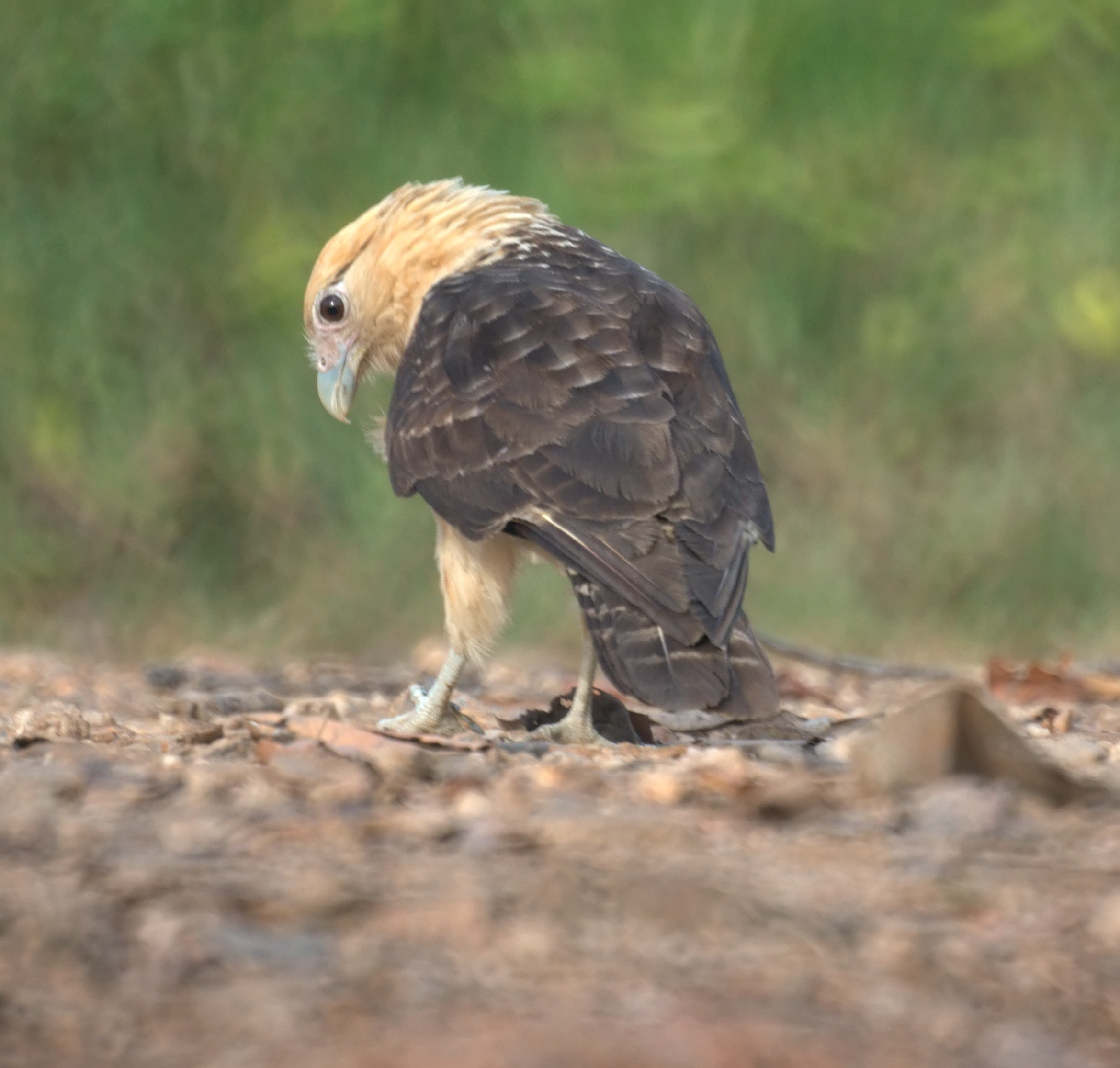
À Trinidad.
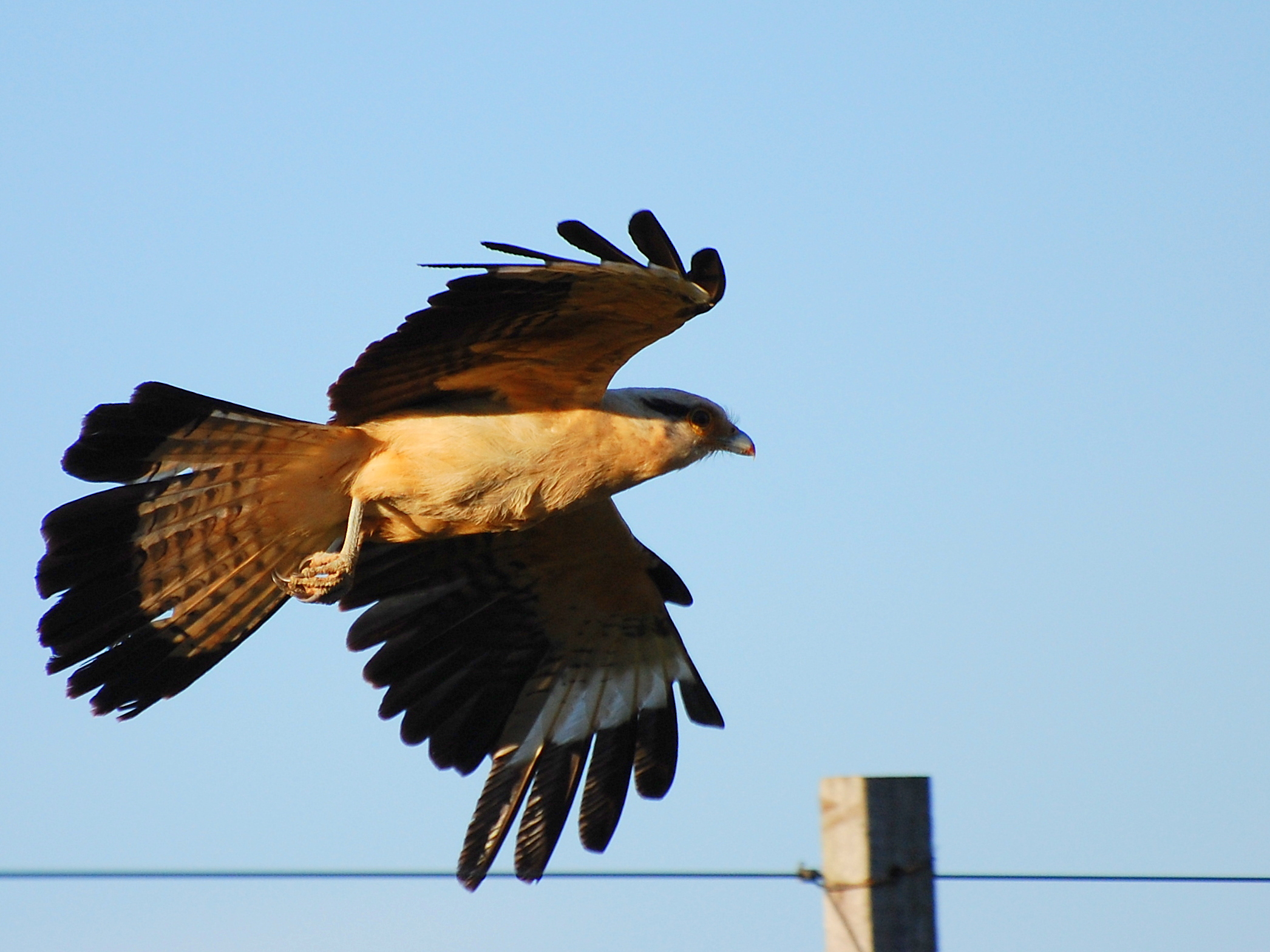
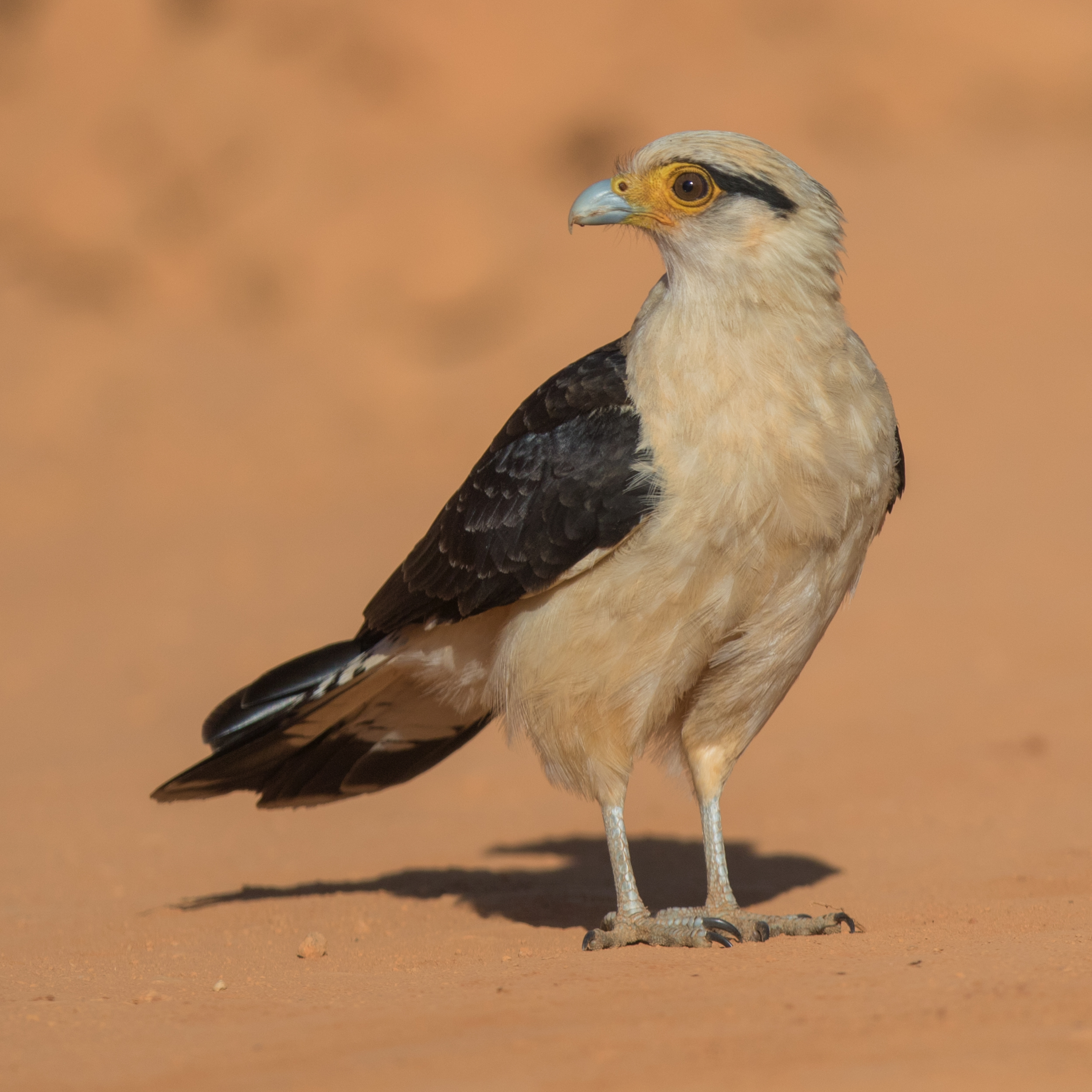
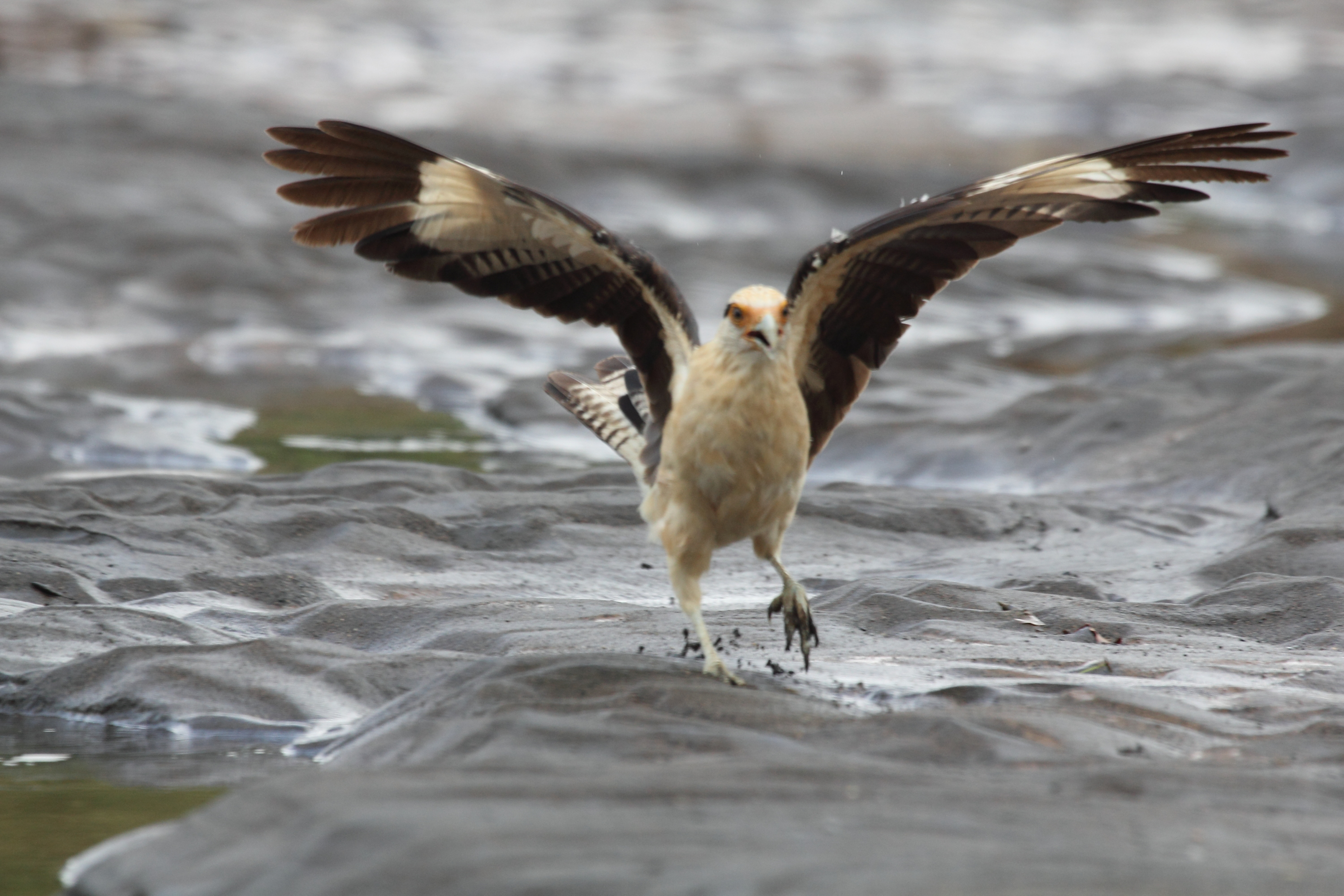
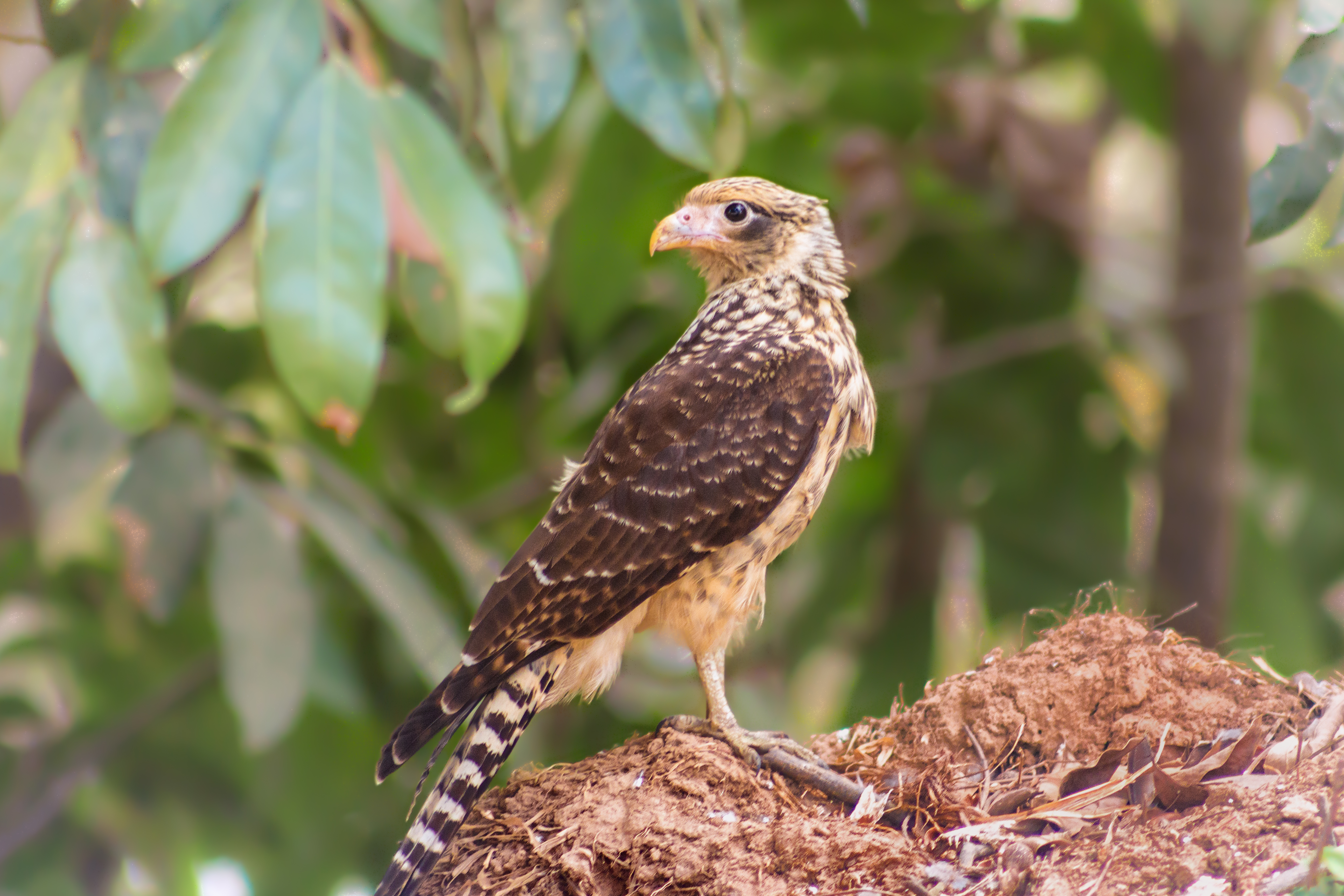
Juvénile.
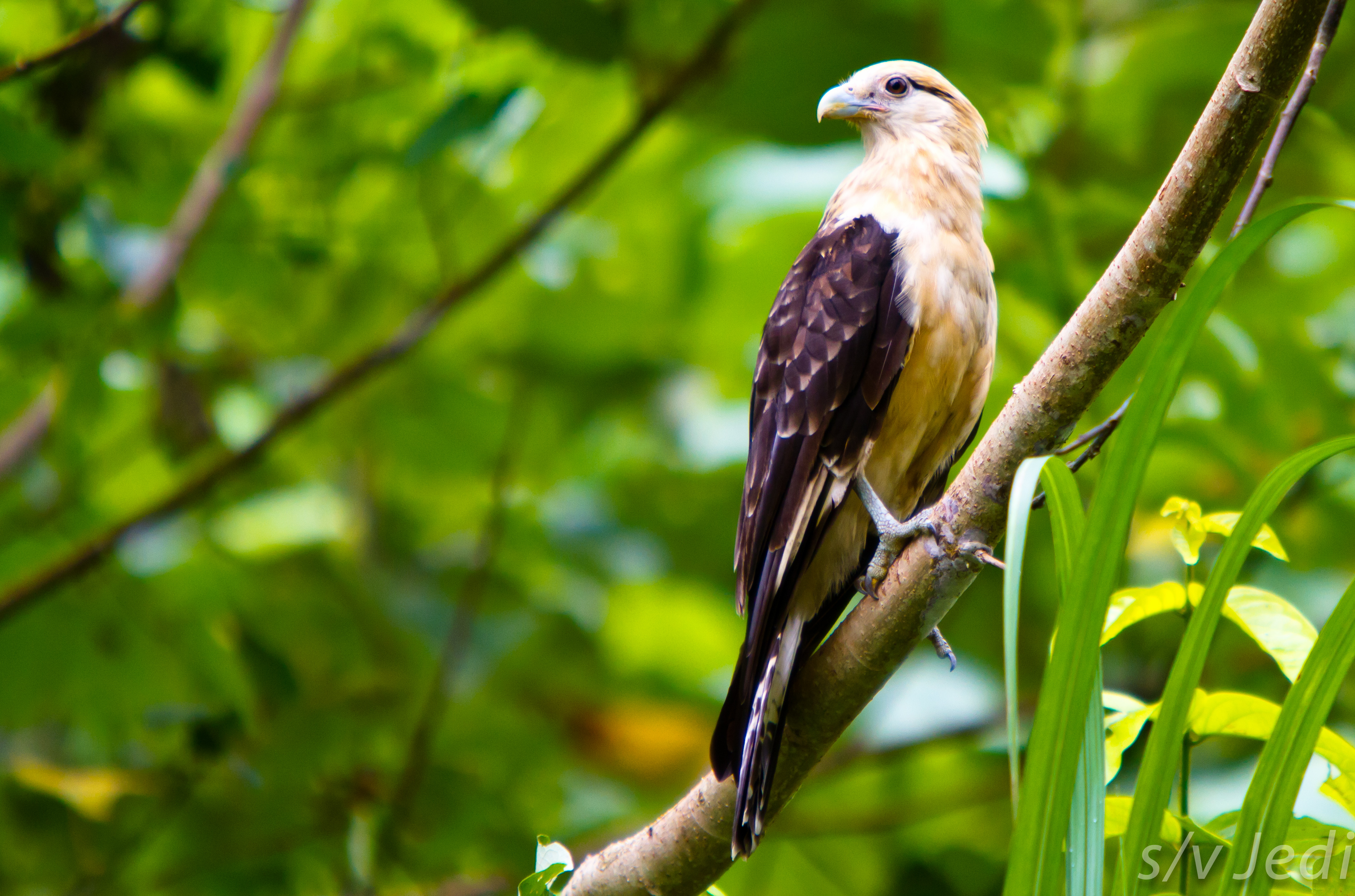
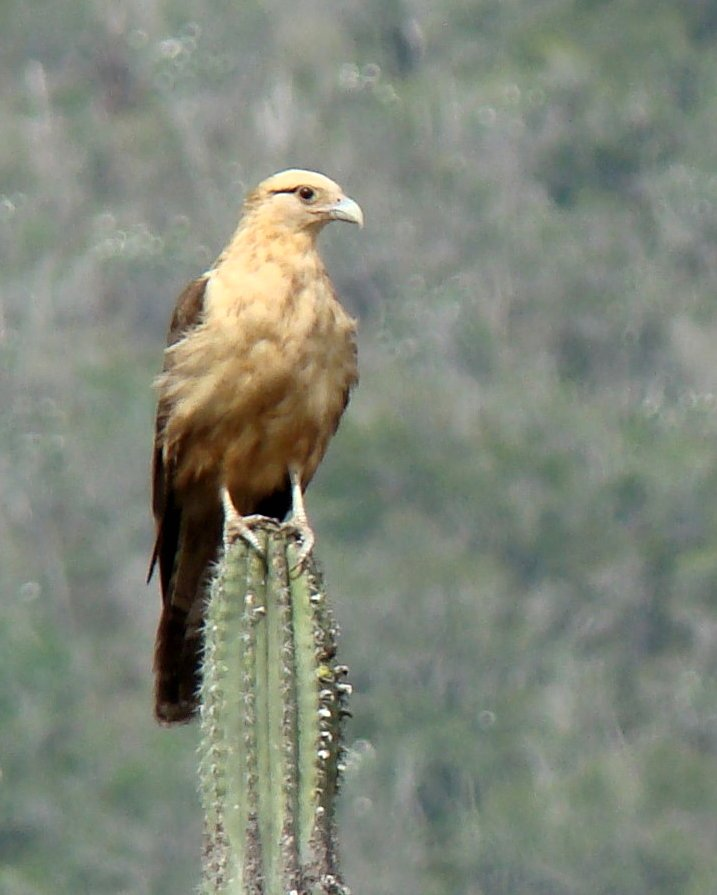
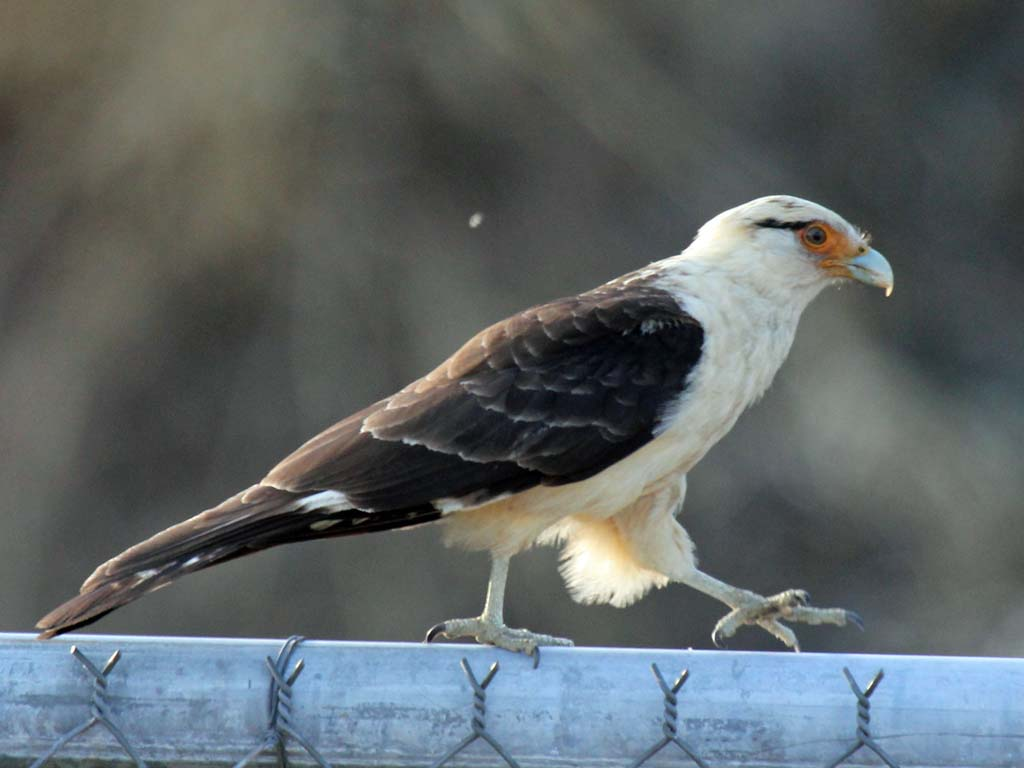
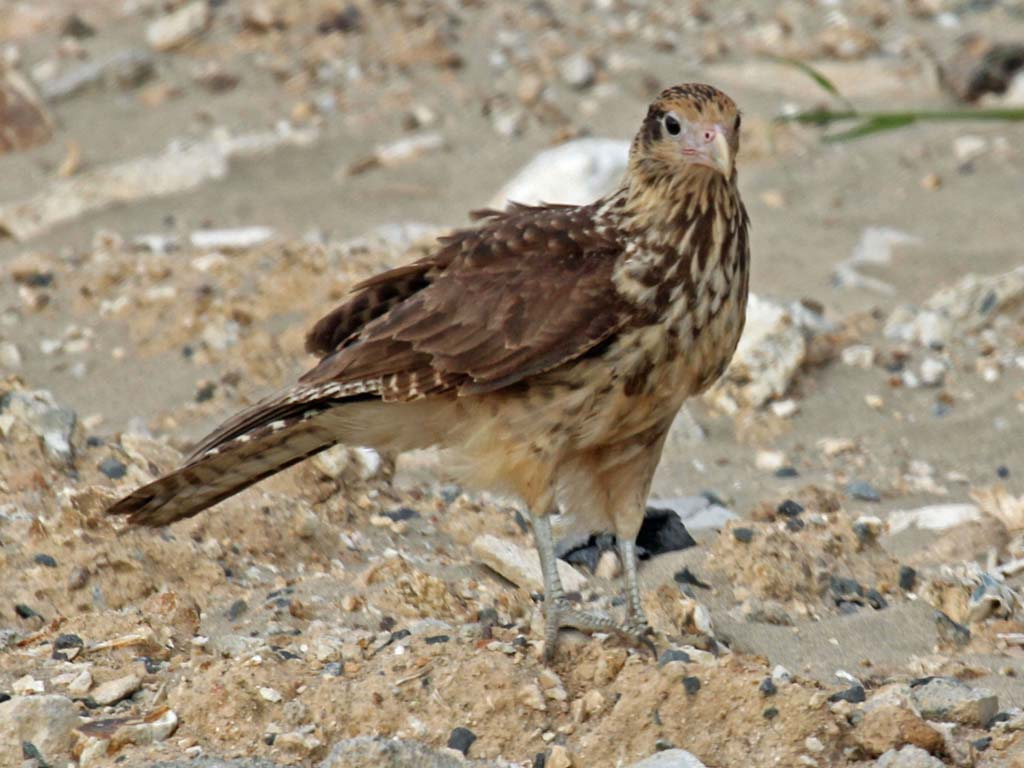